# Cruzeiro Esporte Clube
Pour les articles homonymes, voir Cruzeiro.
Maillots
Actualités
Le Cruzeiro Esporte Clube est un club brésilien de football basé à Belo Horizonte dans le Minas Gerais.
Fondé en 1921 sous le nom Sociedade Esportiva Palestra Itália, le club est renommé en 1942. Le club a été champion du Brésil à quatre reprises, vainqueur de la Coupe nationale à six reprises et champion de Minas Gerais 38 fois.
Elle est la seule équipe à avoir remporté la triple couronne du football brésilien en remportant en 2003 le Championnat du Brésil de Série A, la Copa do Brasil et le Campeonato Mineiro. Sur le plan international Cruzeiro est la deuxième équipe brésilienne la plus titrée avec sept championnats internationaux, dont deux Copa Libertadores.
Cruzeiro est membre du Club des 13, l'un des principaux groupes de clubs brésiliens. Il joue ses matchs à domicile au stade Mineirão. Bien que la principale activité du club est le football, Cruzeiro possède également un palmarès en course de fond et une section volley-ball.

## Historique

### Naissance et débuts du club

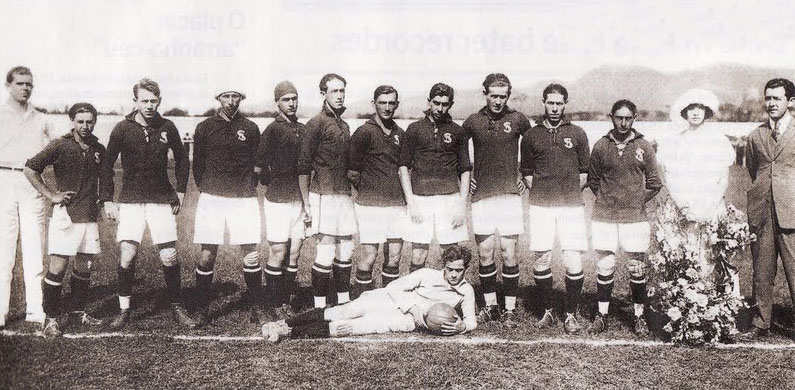
Cruzeiro, 1923.

Cruzeiro est né de l'idée de la communauté italienne vivant dans la ville brésilienne de Belo Horizonte au début du XXe siècle d'avoir son propre club de football, à l'image des Italiens de São Paulo ayant fondé le club de Palmeiras. L'idée prend forme à la suite du départ d'un certain nombre de joueurs du Yale Atlético Clube (en), autre club de la ville fondé en 1910, et donne naissance le 2 janvier 1921 à la Società Sportiva Palestra Italia de Belo Horizonte (surnommé Palestra).
Le nouveau club adopte les couleurs du drapeau italien : maillot vert, short blanc et chaussettes rouges. Jusqu'en 1925, seuls sont admis les joueurs d'origine italienne. Le premier match officiel voit Palestra l'emporter (3-0) sur son futur grand rival du Clube Atlético Mineiro. Le club dispute le championnat de l'État de Minas Gerais, dont il devient une des principales équipes, et qu'il remporte à quatre reprises entre 1926 et 1930, puis en 1940.
En janvier 1942, l'entrée en guerre du Brésil contre les pays de l'Axe provoque l'interdiction d'utiliser des termes italiens. Le club devient brièvement la Sociedade Esportiva Palestra Mineiro, Ypiranga, avant d'adopter le nom actuellement Cruzeiro Esporte Clube de façon plus consensuelle, en référence à la constellation de la Croix du Sud. En conséquence, le club change de couleurs et adopte un maillot bleu et blanc, avec des shorts blancs. Le premier match du « nouveau » club voit Cruzeiro l'emporter (1-0) sur América le 11 novembre 1942. Cruzeiro remporte le championnat de l'État à trois reprises entre 1943 et 1945.

### Premiers titres majeurs
Avec l'inauguration du stade Mineirão en 1965, Cruzeiro connaît une période faste, qui le voit remporter cinq championnats Mineiro d'affilée (1965-1969) et surtout son premier titre national, la Taça Brasil (principale compétition du pays à ce moment), en 1966, grâce à une victoire sur le Santos de Pelé en finale (6-2 ; 3-2).
Cruzeiro participe logiquement à la première édition du championnat du Brésil en 1971. En 1974 et 1975, le club de Mineiro termine à la seconde place, défait en finale respectivement par Vasco da Gama (2-1) puis par Internacional (1-0).
Malheureux en championnat, Cruzeiro participe à la Copa Libertadores qu'il remporte en 1976, après avoir éliminé Liga de Quito et Alianza Lima et battu les Argentins de Club Atlético River Plate en finale, en trois matchs (4-1, 1-2, 3-2). Qualifiés pour la Coupe intercontinentale de 1976, ils ne peuvent faire que match nul au Mineirão face au Bayern Munich, et s'incline au retour en Allemagne (0-2). La saison suivante, Cruzeiro est de nouveau finaliste de la Libertadores mais s'incline face à Boca Juniors aux tirs au but lors du troisième match (0-0, 5-4 tab). En parallèle, le club remporte le championnat du Minas Gerais à cinq nouvelles reprises entre 1972 et 1977.

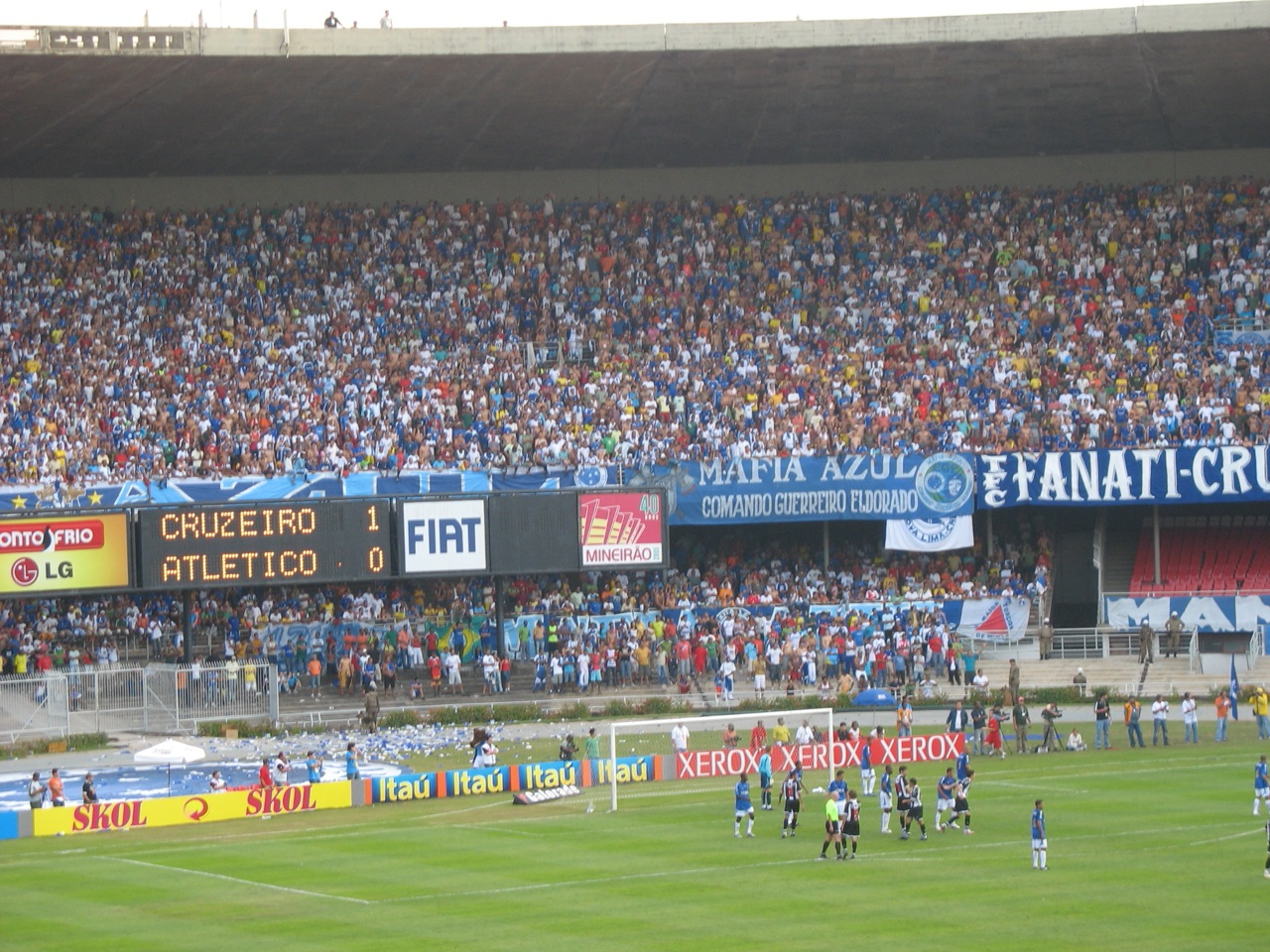
Supporters de Cruzeiro

Après cette période de succès, Cruzeiro entre dans une période plus difficile. Dominé par l'Atlético Mineiro dans le championnat domestique, le club connaît les pires difficultés en championnat du Brésil, qu'il termine notamment au 33e et 29e place en 1984 et 1985.

### Depuis les années 1990
Cette période de disette prend fin au milieu des années 1990, quand le club remporte la coupe du Brésil 1993 face à Grêmio, ce qui lui permet de participer de nouveau à la Copa Libertadores après 17 ans d'absence. Une nouvelle victoire en coupe du Brésil en 1996 (face à Palmeiras) lui ouvre de nouveau les portes de la compétition continentale, dont il remporte l'édition 1997, en battant les Péruviens de Sporting Cristal en finale. En coupe intercontinentale, les Brésiliens s'inclinent face au Borussia Dortmund à Tokyo (0-2).
Après plusieurs places d'honneur (3e en 1995 et 2000, 2e en 1998), Cruzeiro remporte pour la première fois le championnat brésilien en 2003. Avec 100 points en 46 rencontres (pour 31 victoires et 7 nuls), Cruzeiro réalise un des plus brillants parcours de l'histoire de la compétition. Par ailleurs, le club remporte cette même année la coupe du Brésil et le championnat Mineiro, et devient ainsi le premier club brésilien à faire le triplé (tríplice coroa).
Depuis cette date, Cruzeiro n'a plus gagné autre chose que le championnat de l'État Minas Gerais (2004, 2006, 2008, 2009), mais a réalisé plusieurs bons parcours en championnat (3e en 2008 et 2e en 2010 notamment) et a atteint la finale de la Copa Libertadores 2009, perdue face aux Argentins d'Estudiantes de La Plata (0-0, 1-2).
Lors de la saison 2011, le club finit à une décevante 16e place, alors que la saison précédente il finissait 2e du Brasileirão, mais remporte tout de même le championnat d'état. La saison suivante n'est guère plus satisfaisante, Cruzeiro termine à la 9e place, dans le ventre mou du championnat.
Lors de la saison 2013, le club est entraîné par Marcelo Oliveira. L'entraîneur brésilien ramènera Cruzeiro au plus haut niveau avec deux titres de champion du Brésil consécutif, et un titre de champion du Minas Gerais en 2014.
En 2015, Luvas Silva et Everton Ribeiro quittent le club respectivement pour le Real Madrid et Al-Ahli. Amputés par ces départs, Cruzeiro démarre mal le championnat, et compte 2 défaites et un match nul en trois journées. De plus, le club est sèchement battu à domicile par River Plate à domicile 3-0 le 27 mai 2015 et est donc éliminé de la Copa Libertadores au stade des quarts de finale. À la suite de ces événements Marcelo Oliveira quitte le club. Il est remplacé le 2 juin par Vanderlei Luxemburgo, qui a déjà entraîné le club entre 2002 et 2004.

### Logo
Evolution du logo de Cruzeiro.
| Evolution du logo | Evolution du logo | Evolution du logo | Evolution du logo | Evolution du logo | Evolution du logo | Evolution du logo | Evolution du logo |
| 1921              | 1927              | 1942              | 1959              | 1961              | 1996              | 2003              |                   |
| ----------------- | ----------------- | ----------------- | ----------------- | ----------------- | ----------------- | ----------------- | ----------------- |

## Bilan saison par saison

### Championnat brésilien
| Saison | Place | Saison | Place | Saison | Place | Saison | Place    | Saison | Place    | Saison | Place |
| ------ | ----- | ------ | ----- | ------ | ----- | ------ | -------- | ------ | -------- | ------ | ----- |
| 1971   | 8     | 1981   | 19    | 1991   | 16    | 2001   | 21       | 2011   | 16       | 2021   | -     |
| 1972   | 6     | 1982   | 24    | 1992   | 8     | 2002   | 9        | 2012   | 9        | 2022   | -     |
| 1973   | 3     | 1983   | 17    | 1993   | 12    | 2003   | Champion | 2013   | Champion | 2023   | 14    |
| 1974   | 2     | 1984   | 34    | 1994   | 22    | 2004   | 13       | 2014   | Champion | 2024   | 9     |
| 1975   | 2     | 1985   | 23    | 1995   | 3     | 2005   | 8        | 2015   | 8        |        |       |
| 1976   | 31    | 1986   | 8     | 1996   | 5     | 2006   | 10       | 2016   | 12       |        |       |
| 1977   | 16    | 1987   | 4     | 1997   | 20    | 2007   | 5        | 2017   | 5        |        |       |
| 1978   | 10    | 1988   | 8     | 1998   | 2     | 2008   | 3        | 2018   | 8        |        |       |
| 1979   | 6     | 1989   | 3     | 1999   | 5     | 2009   | 4        | 2019   | 17       |        |       |
| 1980   | 10    | 1990   | 9     | 2000   | 3     | 2010   | 2        | 2020   | -        |        |       |

### Autres compétitions
| Année      |      | 1921 | 1922 | 1923 | 1924 | 1925 | 1926 | 1927 | 1928 | 1929 |
| ---------- | ---- | ---- | ---- | ---- | ---- | ---- | ---- | ---- | ---- | ---- |
| Classement |      | 6e   | 2e   | —    | —    | —    | 1er  | 3e   | 1er  | 1er  |
| Année      | 1930 | 1931 | 1932 | 1933 | 1934 | 1935 | 1936 | 1937 | 1938 | 1939 |
| Classement | 1er  | 2e   | 2e   | 2e   | 4e   | 4e   | 4e   | 3e   | 4e   | 5e   |
| Année      | 1940 | 1941 | 1942 | 1943 | 1944 | 1945 | 1946 | 1947 | 1948 | 1949 |
| Classement | 1er  | 3e   | 2e   | 1er  | 1er  | 1er  | 3e   | 5e   | 3e   | 3e   |
| Année      | 1950 | 1951 | 1952 | 1953 | 1954 | 1955 | 1956 | 1957 | 1958 | 1959 |
| Classement | 3e   | 3e   | 5e   | 5e   | 2e   | 6e   | 1er  | 4e   | 3e   | 1er  |
| Année      | 1960 | 1961 | 1962 | 1963 | 1964 | 1965 | 1966 | 1967 | 1968 | 1969 |
| Classement | 1er  | 1er  | 2e   | 3e   | 3e   | 1er  | 1er  | 1er  | 1er  | 1er  |
| Année      | 1970 | 1971 | 1972 | 1973 | 1974 | 1975 | 1976 | 1977 | 1978 | 1979 |
| Classement | 2e   | 2e   | 1er  | 1er  | 1er  | 1er  | 2e   | 1er  | 2e   | 2e   |
| Année      | 1980 | 1981 | 1982 | 1983 | 1984 | 1985 | 1986 | 1987 | 1988 | 1989 |
| Classement | 2e   | 2e   | 2e   | 2e   | 1er  | 2e   | 2e   | 1er  | 2e   | 2e   |
| Année      | 1990 | 1991 | 1992 | 1993 | 1994 | 1995 | 1996 | 1997 | 1998 | 1999 |
| Classement | 1er  | 3e   | 1er  | 3e   | 1er  | 3e   | 1er  | 1er  | 1er  | 3e   |
| Année      | 2000 | 2001 | 2002 | 2003 | 2004 | 2005 | 2006 | 2007 | 2008 | 2009 |
| Classement | 2e   | 3e   | -    | 1er  | 1er  | 2e   | 1er  | 2e   | 1er  | 1er  |
| Année      | 2010 | 2011 | 2012 | 2013 | 2014 | 2015 | 2016 | 2017 | 2018 | 2019 |
| Classement | 3e   | 1er  | 4e   | 2e   | 1er  | 3e   | 3e   | 2e   | 1er  |      |

| Année      |      |      |      |      |      |      |      |      |      | 1989 |
| ---------- | ---- | ---- | ---- | ---- | ---- | ---- | ---- | ---- | ---- | ---- |
| Classement |      |      |      |      |      |      |      |      |      | 13e  |
| Année      | 1990 | 1991 | 1992 | 1993 | 1994 | 1995 | 1996 | 1997 | 1998 | 1999 |
| Classement | 27e  | 15e  | -    | 1er  | -    | 8e   | 1er  | 28e  | 2e   | 24e  |
| Année      | 2000 | 2001 | 2002 | 2003 | 2004 | 2005 | 2006 | 2007 | 2008 | 2009 |
| Classement | 1er  | —    | 15e  | 1er  | —    | 3e   | 8e   | 10e  | —    | —    |
| Année      | 2010 | 2011 | 2012 | 2013 | 2014 | 2015 | 2016 | 2017 | 2018 | 2019 |
| Classement | —    | —    | 8e   | 8e   | F    | 8e   | 2e   | 1er  | 1er  |      |

| Année      | 1967 | 1975 | 1976 | 1977 | 1994 | 1997 | 1998 | 2001 | 2004 | 2008 |
| ---------- | ---- | ---- | ---- | ---- | ---- | ---- | ---- | ---- | ---- | ---- |
| Classement | 4e   | 6e   | 1er  | 2e   | 11e  | 1er  | 16e  | 5e   | 9e   | 9e   |
| Année      | 2009 | 2010 |      |      |      |      |      |      |      |      |
| Classement | 2e   |      |      |      |      |      |      |      |      |      |

| Année      | 1988 | 1989 | 1990 | 1991 | 1992 | 1993 | 1994 | 1995 | 1996 | 1997 |
| ---------- | ---- | ---- | ---- | ---- | ---- | ---- | ---- | ---- | ---- | ---- |
| Classement | 2e   | 7e   | 12e  | 1er  | 1er  | 5e   | 4e   | 4e   | 2e   | 7e   |
| Année      | 1998 | 1999 | 2000 | 2001 | 2002 | 2003 | 2004 | 2005 | 2006 | 2007 |
| Classement | 2e   | 5e   | 7e   | 10e  | -    | 17e  | 15e  | 12e  | 23e  | 22e  |

## Palmarès
| Compétitions internationales | Compétitions nationales |
| - Coupe intercontinentale : - Finaliste : 1976 et 1997. - Recopa Sudamericana (1) : - Vainqueur : 1998. - Finaliste : 1992 et 1993. - Copa Libertadores (2) : - Vainqueur : 1976 et 1997. - Finaliste : 1977 et 2009. - Copa Sudamericana : - Finaliste : 2024. - Coupe Mercosur : - Finaliste : 1998. - Supercopa Sudamericana (2) : - Vainqueur : 1991 et 1992. - Finaliste : 1988 et 1996. - Copa Master de Supercopa (1) - Vainqueur : 1994. - Finaliste : 1992. - Copa de Oro (1) : - Vainqueur : 1995. | - Championnat du Brésil (4) : - Champion : 1966, 2003, 2013 et 2014. - Vice-champion : 1969, 1974, 1975, 1998 et 2010. - Championnat du Brésil de deuxième division (1) : - Champion : 2022. - Coupe du Brésil (6) : - Vainqueur : 1993, 1996, 2000, 2003, 2017 et 2018 . - Finaliste : 1998 et 2014. - Championnat de l'État du Minas Gerais (38) : - Vainqueur : 1926, 1928, 1929, 1930, 1940, 1943, 1944, 1945, 1956, 1959, 1960, 1961, 1965, 1966, 1967, 1968, 1969, 1972, 1973, 1974, 1975, 1977, 1984, 1987, 1990, 1992, 1994, 1996, 1997, 1998, 2003, 2004, 2006, 2008, 2009, 2011, 2014, 2018, 2019. |

## Infrastructures

### Stade
Cruzeiro partage avec l'Atlético Mineiro l'utilisation de l'estádio Mineirão (officiellement Estádio Governador Magalhães Pinto), situé à Belo Horizonte et inauguré le 5 septembre 1965.
Le stade, qui appartient à l'État du Minas Gerais, a une capacité de 75 783 places (dont 54 261 assises), même si l'affluence record est de 132 834 spectateurs, réunis le 22 juin 1997 lors d'une rencontre entre Cruzeiro et Villa Nova Atlético Clube (victoire de Cruzeiro sur le score de 1 à 0).

## Personnages du club

### Présidents
Les mandats des présidents du club durent trois ans. Depuis 1995, Cruzeiro est présidé par les frères Perrella : Zezé Perrella (en) (1995-2002 et 2009-2011) et Alvimar de Oliveira Costa (en) (2003–2008).

### Entraîneurs emblématiques[15]
- Zezé Moreira (vainqueur de la Copa Libertadores en 1976)
- Levir Culpi (vainqueur de la coupe du Brésil en 1996)
- Paulo Autuori (vainqueur de la Copa Libertadores en 1997)
- Marco Aurélio (vainqueur de la coupe du Brésil en 2000, et de la Copa Sul-Minas et du Supercampeonato Mineiro en 2002)
- Luiz Felipe Scolari (devenu sélectionneur du Brésil en 2001)
- Vanderlei Luxemburgo (vainqueur de la triple couronne en 2003)

### Joueurs emblématiques
| - Alex Dias - Alex - Juliano Belletti - Cris - Dida - Dirceu Lopes - Fábio Santos - Fred - Giorgian de Arrascaeta | - Jairzinho - Niginho - Luisão - Maicon - Nelinho - Palhinha - Roberto Perfumo - Piazza | - Renato Gaúcho - Ricardo Goulart - Rivaldo - Ronaldo - Juan Pablo Sorín - Tostão - Valdo - Wendel - Giovane Élber | - Ramires |

### Records
| #  | Nom          | Saisons au club      | Apparitions |
| -- | ------------ | -------------------- | ----------- |
| 1  | Fábio        | 2005-2022            | 960         |
| 2  | Zé Carlos    | 1965–1977            | 619         |
| 3  | Dirceu Lopes | 1966–1977            | 601         |
| 4  | Piazza       | 1964–1977            | 559         |
| 5  | Raul         | 1966–1978            | 558         |
| 6  | Joãozinho    | 1972–1986            | 482         |
| 7  | Palhinha     | 1968–1977, 1983–1984 | 448         |
| 8  | Ademir       | 1986–1991, 1993–1995 | 439         |
| 9  | Ricardinho   | 1994–2002            | 415         |
| 10 | Nelinho      | 1973–1982            | 410         |

| #  | Nom            | Saisons au club                 | Buts |
| -- | -------------- | ------------------------------- | ---- |
| 1  | Tostão         | 1963–1972                       | 245  |
| 2  | Dirceu Lopes   | 1963–1977                       | 224  |
| 3  | Niginho        | 1926–1930, 1936–1937, 1939–1947 | 207  |
| 4  | Bengala        | 1925–1939                       | 166  |
| 5  | Ninão          | 1923–1924, 1925–1930, 1936      | 163  |
| 6  | Palhinha       | 1969–1977, 1982–1985            | 155  |
| 7  | Alcides        | 1934–1946                       | 152  |
| 8  | Marcelo Ramos  | 1994–1996, 1998–2002            | 151  |
| 9  | Roberto Batata | 1969-1976                       | 118  |
| 10 | Joãozinho      | 1974-1981                       | 116  |

## Culture populaire

### Supporters
On compte entre cinq et dix millions de supporters de Cruzeiro au Brésil, dont environ un tiers de la population de l'État de Minas Gerais.

### Rivalités
Le grand rival de Cruzeiro est l'autre club important de la ville de Belo Horizonte, l'Atlético Mineiro, qui remporte en 2010 son 40e titre de champion de l'État (contre 36 à Cruzeiro). Cruzeiro possède les droits d'utilisation du stade Mineirão, le plus grand à Belo Horizonte, pendant que Atlético Mineiro a les droits d'utilisation du stade Independência.